# Ilse Made kilde

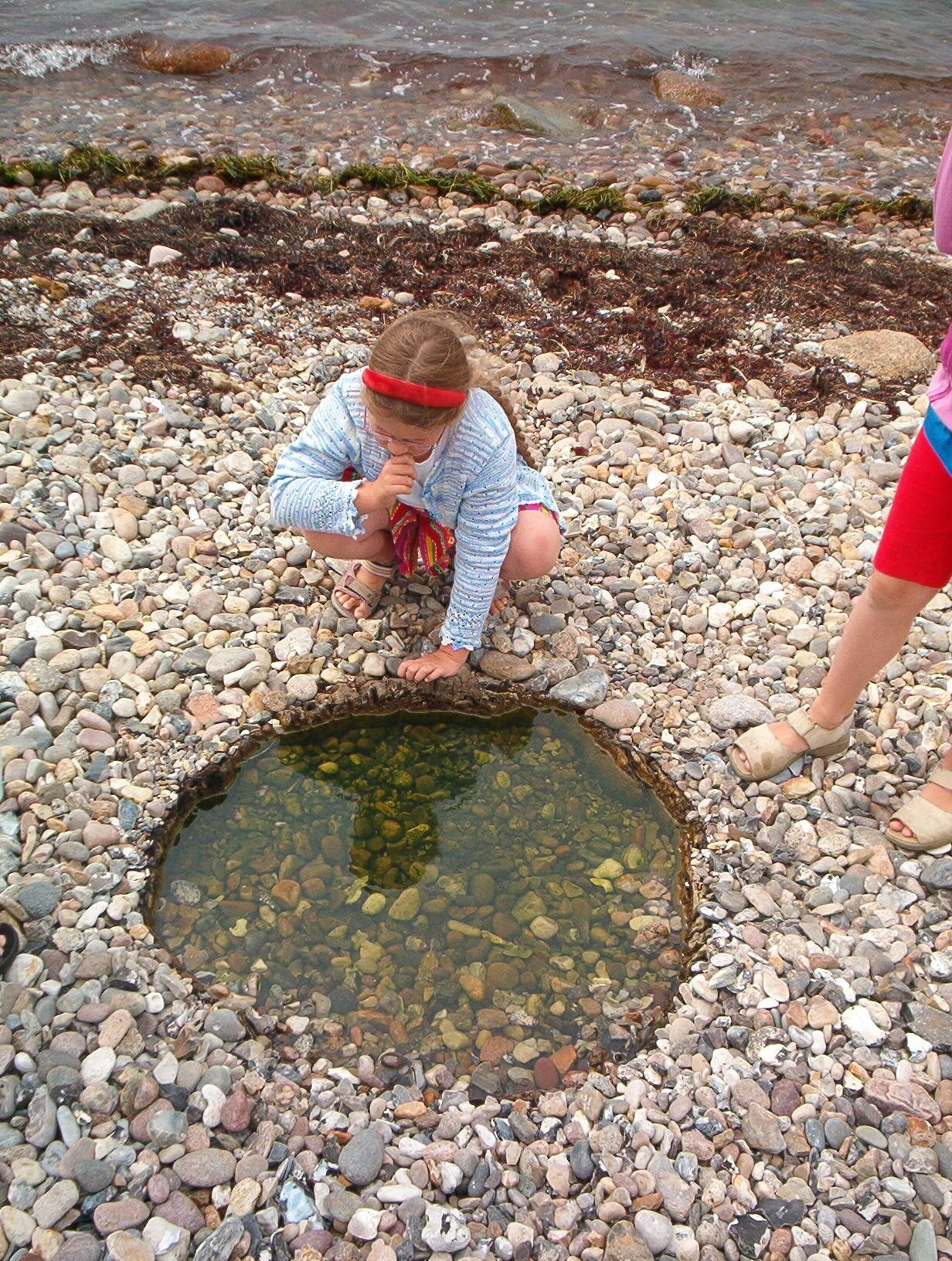
De Ilse Made kilde

Ilse Made kilde (Nederlandse vertaling: Ilse Made-bron) is een bron in het gehucht Vesterløkken aan de zuidoostkust van het eiland Samsø. Het betreft een zogenaamde heilige bron (‘helligkilde’), ingesloten door een eikenstronk die zich 8 meter vóór de kustlijn bevindt.
Het Nationalmuseet onderzocht de boomstronk rond de Ilse Made kilde in 1967 door middel van C14-datering en concludeerde dat deze uit circa 940 v.C. stamde en derhalve uit de vroege bronstijd.

## Legende van Ilse Made
De bron is reeds eeuwenlang bekend en de plaatselijke legende op Samsø wil dat er in Vesterløkken ooit het lijk van een vrouw zou zijn aangespoeld die Ilse Made zou hebben geheten. Toen men besloten had haar naar het dichtstbijzijnde kerkhof te vervoeren, bleken vier sterke paarden niet in staat om de kar met het lijk naar Tranebjerg of naar Kolby Kås te trekken. Pas toen men besloot om in plaats daarvan naar het verderafgelegen Onsbjerg koers te zetten, lukte het. Op de plek waar Ilse Made was aangespoeld, ontstond de bron, en het water hieruit zou geneeskrachtige eigenschappen bezitten.